# Еммелі де Форест
Е́ммелі Шарло́тта-Вікто́рія де Фо́рест (дан. Emmelie Charlotte-Victoria de Forest; нар. 28 лютого 1993 року, Раннерс, Данія) — данська співачка. Представляла Данію на Євробаченні 2013, на якому перемогла з піснею «Only Teardrops».

## Біографія
Еммелі де Форест народилася в сім'ї шведа і данки. В 9 років почала співати, а в 14 стала співпрацювати з шотландським співаком Фрейзером Нілом. Разом з ним брала участь у багатьох концертах і фестивалях. У 2011 році де Форест переїхала в Копенгаген, де продовжила навчання.
26 січня 2013 взяла участь у фіналі відбіркового конкурсу «Dansk Melodi Grand Prix 2013», де і була обрана як представниця своєї країни на міжнародному конкурсі пісні «Євробачення 2013», який пройшов в Мальме, Швеція. Еммелі де Форест виконала пісню «Only Teardrops» у півфіналі та вийшла у фінал, де перемогла, набравши 281 очок. 18 травня 2013 року де Форест перемогла у конкурсі «Євробачення 2013».